# オレンジ/ブループラン
オレンジ/ブループランは、ソフトバンクモバイルが提供する携帯電話の料金プラン。2006年10月26日より、提供開始。携帯電話番号ポータビリティの導入前日の10月23日にゴールドプランと共に発表された。名前の由来はKDDI（オレンジ）と当時のNTTDoCoMo（ブルー）のコーポレートカラーに由来する。2015年8月31日をもって、新規申込みを終了した。

## 概要
NTTドコモ又はauの料金プランと同じ内容の料金プラン（通話料、メール代、無料通話分が同じ）で同等の各種割引サービスが利用できる上、月額基本料金が210円（税込み）安く設定されていることが特徴。ただし、S!ベーシックパック等のオプション料金や同等オプション自体の有無については必ずしも同じではなく、また、地域限定プランには対応していない。
オレンジプランには、auのCDMA 1X WINの料金プランに対応するオレンジプラン(W)とCDMA 1X(関東地区)の料金プランに対応するオレンジプラン(X)があった。現在は au の統一料金プランに対応するオレンジプラン(WX)がある。au の料金プラン改定（CDMA 1X向け料金プランの申し込み受付終了および CDMA 1X WIN 向け料金プランとの統合）に伴い、オレンジプラン(W)、オレンジプラン(X)ともに2007年10月31日をもって申し込み受付を終了し、11月1日より新たにオレンジプラン(WX)の受付を開始した。（10月31日までの申し込み者は、契約中の料金プランは11月1日以降も継続して利用可能）
iPhone用のプランは（i）として区別される。

## オレンジプラン
現在、オレンジプラン(WX)とシンプルオレンジの契約を受け付けている。オレンジプラン(W)、オレンジプラン(X)を含む、オレンジプラン共通の特徴として：
- auにない特徴として、2Gではメールの宛先や件名・本文あわせて全角192文字相当の受信は無料、3Gでは宛先や件名に加えて本文全角50文字相当の受信は無料である。
- auの「誰でも割」に相当する「新・自分割引」が用意されているため、MNP転入者に人気である。
  - 「誰でも割」開始以前は、「MY割」に相当する「自分割引」が用意されていた。なお、「自分割引」契約は「新・自分割引」に自動移行されている。
- auの「指定割」では「家族割」の加入者を指定しその間の通話料を60%引とする事ができるが、ソフトバンクの「指定割引」では「家族割」加入者を指定することは出来ない。
- auの「au→自宅割」に相当する「自宅割引」が存在する。概要はほぼ同一で、グループ会社の固定電話回線サービス（ソフトバンクテレコム「おとくライン」）またはIP電話（Yahoo!BB「BBフォン」）宛ての通話料金が半額になるというもの。定額料は無料。ただし、auの場合はNTT回線であってもマイラインプラスでKDDIに3区分以上登録すれば割引の対象になるが、ソフトバンクの場合はソフトバンクテレコムをマイラインプラス登録しても対象にはならない。またauの場合は登録した自宅電話番号が対象の回線の場合自動的に適用されるのに対し、指定割引と同様の申し込みが必要。さらに、固定回線番号宛とIP電話番号宛は共存しない（つまり、IP電話番号を自宅割引に登録した場合、対象となるのは050から始まるそのIP電話番号宛てのみで、固定回線番号にかけると割引にはならない）。なお、ソフトバンクのオリジナルプランであるホワイトプランには、「BBフォン」「BBコミュニケーター」宛ての通話料が24時間無料となる「ホワイトコール24」がある。
- auの「スマイルハート割引」では無料通話分が半額とならず「無期限くりこし」または「分け合い」が選択できるようになったが、オレンジプランの「ハートフレンド割引」では無料通話分が半額となり「くりこし」や「分け合い」ができないままである。

### オレンジプラン(W)
auのCDMA 1X WINの料金プランと通話料と無料通話分が同じで、誰でも割（MY割）、家族割、年割、無期限くりこしなどの各種割引サービスも同等のものを同じように利用できる上、割引適用前の月額基本料金が税込みで210円安く設定されている。パケット通信割引はSoftBank 3Gでは、auのダブル定額、ダブル定額ライトに相当するパケット定額、パケット定額ライト、さらにauにはないパケットし放題が選べる。コミコミデイタイムWIN、デイタイムプランWINに相当するプランは存在しない。

### オレンジプラン(X)
関東・中部地区のauのCDMA 1X の料金プランと通話料と無料通話分が同じで、ガク割、誰でも割（MY割）、家族割、年割、無期限くりこしなどの各種割引サービスも同等のものを同じように利用できる上、割引適用前の月額基本料金が税込みで210円安く設定されている。
最大の特徴は、auのCDMA 1X WINに相当するSoftBank 3Gの端末をCDMA 1Xの低料金で使えること（auのCDMA 1Xプランでは最新のCDMA 1X WIN端末を選択できない）。オレンジプラン(W)やauのCDMA 1X WINの料金プランでは、最大割引率の50%に達するのに11年掛かるのに対して、オレンジプラン(X)ではCDMA 1Xプランと同様に4年で割引率が52%になる。また、auのCDMA 1Xの料金プランでは選べないパケット定額オプション（パケットし放題）がSoftBank 3Gで付加できる。
- パケット通信料は0.105円/パケットで、au 1Xの0.285円（WINは0.21円）/パケットより割安で、auの有料オプションの「パケット割」（定額1050円=無料通信）を適用したときの通信料に相当する。音声サービス契約におけるオプション料なしのパケット単価としては、イーモバイルの音声サービス開始まで日本の携帯で最安（なお、データ通信用料金プランではより安いパケット単価のものもある）。
- auのコミコミOneオフタイムに相当するオフタイムプランの通話で安く設定されているのはソフトバンク電話相手(携帯、固定）の通話となる（auのコミコミOneオフタイムでは、au電話相手の通話が安く設定されている）。
- 元にしたauの1Xプランと比較して、プランを変えることなく最新の端末が選べる・パケットの定額プランが付けられる・パケット単価が安くなったなど優位な点も多いが、無期限くりこしの上限がオレンジプラン(W)に及ばないなどauの1Xプランと同等のままの制約もある。

### オレンジプラン(WX)
auの統一料金プランと通話料と無料通話分が同じで、誰でも割、ガク割、家族割、年割、無期限くりこしなどの各種割引サービスも同等のサービスが利用できる上、割引適用前の月額基本料金が税込みで210円安く設定されている。パケット通信割引適用前のパケット単価が0.1円になっており、パケット通信割引はSoftBank 3Gでは、auのダブル定額、ダブル定額ライトに相当するパケット定額、パケット定額ライト、さらにauにはないパケットし放題が選べる。また、au の「サポートプラン（CDMA 1X専用）」に対応する「キッズ・シニアプラン」にも、SoftBank 3G利用者はパケット定額オプション（パケットし放題、パケット定額、パケット定額ライト）を付加できる。
- 「デイタイムS」に「新・自分割引」を付与した場合、基本料金は税込1,879円となる（auでは税込1,890円）。

### シンプルオレンジ
auの「シンプルコース」専用料金プランに対抗する形で設定された料金プラン（2009年10月時点で、2008年6月に提供開始されたauの新シンプルコース料金プランへの追随はされていない）。
シンプルオレンジの特徴および制約は：
- 無料通話分はないが、オレンジプランを契約する家族（同一家族割引内の契約回線）が余らせた無料通話分を分けてもらうことはできる。この場合、家族が契約するオレンジプランの無料通話分1ヶ月分に相当する額が分け合いの上限となる。
- SoftBank 3G 利用者のみが契約できる。
- シンプルオレンジを契約するには「新スーパーボーナス」による端末購入が必須である。
- シンプルオレンジを選択した場合、月月割の適用はない。
  - 2009年3月31日までの契約者は、月月割が最大20,880円（最大870円/月額、月月割が24回の場合）減額されて適用される。
  - 月月割適用期間中に他の料金プランに変更しても、減額分はそのまま。
- シンプルオレンジ以外の料金プランに変更した場合、再度シンプルオレンジへ変更することはできない。

#### シンプルオレンジS・シンプルオレンジL
auの「シンプルコース」開始当初の専用料金プランに対抗する形で設定された2種類の料金プラン。auの同等の料金プランよりも200円安く設定されている。「家族割引」を適用できるが、その場合の基本使用料割引はない（通信通話料の割引のみ適用）。

#### シンプルオレンジE
auの「プランEシンプル」に対抗する形で設定された料金プラン。2009年10月23日に同年12月16日より提供することが発表された。auのEZ WINコースに相当するS!ベーシックパックと併せて加入すると、宛先や添付ファイルの有無に関わらず、国内におけるS!メール(MMS)が通信料無料で利用できる。基本使用料はauのプランと同額であり、200円安く設定されていない。基本使用料割引サービスの「新・自分割引」を適用することができる。

## ブループラン
ブループランは、NTTドコモの料金プランと通話料と無料通話分が同じで、ファミリー割引、いちねん割引などの各種割引サービスも同等のものを同じように利用できる上、割引適用前の月額基本料金が税込で210円安く設定されている。パケット通信割引はSoftBank 3Gでは、ドコモのパケ・ホーダイに相当するパケット定額（ブループラン）以外に、ブループラン提供開始当初ドコモにはなかった2段階の定額条件のパケットし放題が選べる。また、ドコモのパケットパックに相当するパケット割引ブループランも選べる。
- 無料通信分（パケット割引をセットしたことによる上乗せを含む。）の海外での利用はできない。
- ドコモのパケットパックでは、無料通信分を基本使用料の無料通信料同様2ヶ月間くりこせて、さらにファミリー割引加入の場合は分け合えるが、ソフトバンクのブループランのパケット割引の場合はそれらが適用できない（ソフトバンクの場合、ハッピーパケットと同じ制約がある）。
- ドコモにない特徴として、2Gではメールの宛先や件名・本文あわせて全角192文字相当の受信は無料、3Gでは宛先や件名に加えて本文全角50文字相当の受信は無料である（あわせて全角128文字相当であったが2008年10月より改訂）。
- 基本料金が最大のプランにおいて、ドコモ(タイプLL)は7.5円/30秒であるが、ブループラン(LLプラン)は7円/30秒と、ブループランの方が30秒あたり0.5円安く、無料通話で換算すると約52分もの差を生じている。また、プループランのLLプランの通話料は業界最安である（ただし、通話定額・通話割引適用時を除く）。

### ブループラン・バリュー
NTTドコモの「バリューコース」に対抗する形で設定された料金プラン。ブループランよりも1,680円安く設定されている。無料通信分や割引はブループランと同じ。
ブループラン・バリューのみの特徴および制約は、
- SoftBank 3G利用者のみが契約できる。
- ブループラン・バリューを契約するには「新スーパーボーナス」による端末購入が必須である。
- ブループラン・バリューを選択した場合、月月割の適用はない。
  - 2009年3月31日までの契約者は、月月割が最大15,600円（最大650円/月額、月月割が24回の場合）減額されて適用される。
  - 月月割適用期間中に他の料金プランに変更しても、減額分はそのまま。
- ブループラン・バリュー以外の料金プランに変更した場合、再度ブループラン・バリューへ変更することはできない。

## オレンジ・ブループラン共通
- 通常のオレンジプランと通常のブループランは、新スーパーボーナスの加入は必須ではない。シンプルオレンジとブループラン・バリューは、新スーパーボーナス加入と同時に申し込む場合のみ契約可能。
  - 新スーパーボーナス契約者が年間契約（家族割引MAX50、新・自分割引など）に加入している場合、年間契約の期間途中で回線の解約や年間契約の解除を行なっても、契約解除料が発生しない。これはブループラン・バリューにおいても同様である。ただし、シンプルオレンジEの「新・自分割引」は、期間途中で回線の解約や「新・自分割引」の解除を行うと、契約解除料が発生する。
- 新規ユーザー/既存ユーザーの別や移動前の携帯電話事業者に依存することなく、いずれのプランでも申込み可能。
- NTTドコモ又はauが料金値下げ(基本料、通話料、メールなど基本部、オプションは含まない）を行った場合、24時間以内に対抗値下げを発表し、常に同等以下の安い価格で提供することを約束。実際のシステム変更に数ヶ月かかる場合でも原則として、発表した提供時期まで遡って値下げ料金を適用する方針が発表されている。
  - その後、「他社の新サービスの発表に対しては弊社が必要と判断した場合に追随する」と若干軌道修正され、対抗値下げの可能性は継続されるものの「24時間以内に対抗」については事実上破棄された形となった。
  - そのため、auの「家族割（法人割）」+「誰でも割」,ドコモの「ファミ割MAX50」（もしくは、利用年数10年以上の場合はいちねん割引）+「ファミリー割引」加入で、家族間国内24時間通話定額に相当するサービスを設けていなかったり、auの「シンプル980」やドコモのバリューコース「タイプSS」に準するプランに価格変更や、追加を行わなくなったが、ホワイトプランのオプションサービスとして同等のサービス・料金に追加という形で出るようになった。
  - 一例として、2008年8月26日にはNTTドコモの「Biz・ホーダイダブル」（8月25日に発表）に対抗し、8月27日より「パケット定額フル」の下限額値下げを行うことが発表された。
- 移動前の携帯電話事業者の経年割引を引き継ぐことが可能。初年度から移動前の携帯電話事業者の利用年数に応じた基本料金の割引率が適用される。なお、旧契約会社の利用年数を引き継ぐ場合は、その利用年数を確認できる書類（請求書等）の写しが必要となる。
- 当初、他社にある法人割引サービス（法人割、オフィス割）と同様の割引サービスはなかったが、後にNTTドコモの新サービス発表を受けてブループランに追加された（「法人割引MAX50」「法人割引」）。
- 前請求月までにあまって繰り越された無料通信分の「家族への分けあい」は、My SoftBank などで任意の家族（回線）へ任意の額を分配することが可能。分けあいに関してはau・NTTドコモよりも使い勝手が良くなっている。
  - ただし異なる色プランや無料通話分がもともと存在しないプランを契約している回線へ分配することはできない（なお、オレンジプランにおいて、シンプルオレンジ契約回線への分配は上限つきで可能）。
- 請求書の郵送は105円のオプション（My SoftBankやPDFファイルでの提供が標準サービスとなっている）。
  - 「S!ベーシックパック」未契約回線などの場合はこのオプション料金は免除されていた（SoftBank 3G契約の場合は2008年10月まで免除）。そのような回線を1つ以上含む複数回線を契約し一括請求にしている場合も同様である（例：音声契約回線とデータバリューパック契約回線を持っている場合）。
- 3G機種の場合 web、S!メール(MMS)の利用には「S!ベーシックパック」オプション（315円）が必要。
  - 2G機種のうちパケット機（型番が 6xx/5xx のもの）も同様に、Web、スーパーメールの利用には「S!ベーシックパック」が必要。
  - 2G非パケット機（型番が4xx/3xx/2xx/1xx のもの）ではオプション契約なしにwebの利用が可能。ロングメール・ロングEメール送受信の利用、「スカイメールEメール」サービスでの他社Eメール受信にはそのためのオプション契約が必要（「S!ベーシックパック」でなくともよい）。なお、「スカイメールEメール」送信にオプション契約は不要。
  - 2G機種の「スカイメール」サービスおよび3G機種のSMSの利用にオプション契約は不要。
- 留守番電話機能は、SoftBank 3Gでは無料の標準サービスとなっている。SoftBank6-2シリーズでは3件までのサービスが無料で提供される。いずれも、希望すれば有料の機能強化版を利用することもできる。
- ホワイトプラン開始以前は、新スーパーボーナスにより移行する場合、ソフトバンクモバイルは、毎日3分以上ソフトバンク携帯に通話する場合は音声定額のゴールドプランを、それ以外はオレンジ/ブループランを選択することを推奨していた。
- 対応するドコモ、auの料金プランと割引前の基本料で比較すると210円安く設定されているが、割引適用後の価格やオプションサービスまで考えて比較すると必ずしも210円安くなるわけではない。他社を含む各料金プラン間の比較検討の際は、選べる端末の種類、それぞれのプランの通話単価、利用可能なオプションサービスの中身、各自の利用状況を考慮する必要がある。

## 割引サービス

### オレンジプラン

#### 基本使用料割引サービス
現行の割引サービス
- 新・自分割引
新・自分割引は2年単位の契約サービスであり、基本使用料が加入月から半額となる。
  - オレンジプラン(WX)の場合
    - 基本使用料　加入月から半額（キッズ・シニアプランの場合は52%OFF、デイタイムSプランの場合は52.9%OFF）
    - 無料通信はそのまま

  - オレンジプラン(W)の場合
    - 基本使用料　加入月から半額
    - 無料通信はそのまま

  - オレンジプラン(X)の場合
    - 基本使用料　加入月から52%OFF（ビジネス、スタンダードの場合は47%OFF）
    - 無料通信はそのまま

  - シンプルオレンジEの場合
    - 基本使用料　加入月から半額
    - 新スーパーボーナスによる契約解除料免除の対象外

- 年間割引
- 長期利用割引

廃止された割引サービス
- 自分割引
（自分割引の契約はauの誰でも割と同様のサービスの「新・自分割引」に自動的に変更）
自分割引は2年単位の契約サービスであり、家族がソフトバンク利用者でなくても年間割引+家族割引と同じ割引率となる。
  - オレンジプラン(W)の場合
    - 加入月からの基本使用料　37%OFF
    - 基本使用料　最大半額
    - 無料通信はそのまま

  - オレンジプラン(X)の場合
    - 加入月からの基本使用料　36%OFF（ビジネス、スタンダードの場合は30%OFF）
    - 基本使用料　最大52%OFF（ビジネス、スタンダードの場合は最大47%OFF）
    - 無料通信はそのまま

#### 家族向け割引サービス
- 家族割引
- キッズ・シニア割引

#### 通話・通信割引サービス
- 指定割引
- 自宅割引
- くりこし

#### パケット通信料割引サービス
- パケットし放題／パケットし放題S／パケットし放題 for スマートフォン／パケットし放題フラット
- パケット定額／パケット定額ライト

#### その他の割引サービス
- ハートフレンド割引

### ブループラン
「ブループラン・バリュー」も同様である。

#### 基本使用料割引サービス
- 1年割引
- 長期利用割引
- 自分割引50

#### 家族向け割引サービス
- 家族割引
- キッズ・シニア割引
- 家族割引MAX50

#### 通話・通信割引サービス
- 指定割引
- くりこし

#### パケット通信料割引サービス
現行の割引サービス
- パケットし放題／パケットし放題S／パケットし放題 for スマートフォン／パケットし放題フラット
- パケット定額
- パケット割引

受付終了した割引サービス
- パケット定額フル
  - ブループラン専用の定額サービスで、Yahoo!ケータイおよびPCサイトブラウザでの通信が定額の対象。2008年7月11日から提供される同名のサービス（現在の名称はパケットし放題 for スマートフォン）とは別物。

- パケット定額Biz
  - ブループラン専用の定額サービスで、Yahoo!ケータイおよびスマートフォンでのPCサイトダイレクトによる通信が定額の対象。

#### その他の割引サービス
- ハート・フレンド割引

## 長期契約者の扱い
なお、2007年2月28日までは、従来提供してきたプランの新規受付も申込みする事は可能であった（既契約者のプラン変更は2007年5月31日まで受け付けていた）。
ハッピーボーナス（2年間契約）・年間割引（1年間契約）のような期間契約割引オプションを利用しているユーザがオレンジプランやブループランにプラン変更する場合は、変更前と同等以上の期間契約割引（自分割引や年間割引）オプションを利用することで、更新月以外でのプラン変更であっても契約解除手数料は発生しない。（例：オレンジプラン＋新自分割引→ブループラン＋自分割引50）
継続割引（期間契約なし）を含む、各料金プランの長期割引サービス利用者が契約解除手数料を発生させずにオレンジプラン・ブループランに移行する場合は、次のようになる（なお、新スーパーボーナス利用者は、契約解除手数料なしに期間契約割引を解除することが可能である）。
- オレンジプラン
  - 自分割引50またはハッピーボーナス→新・自分割引［オレンジプラン(WX)/オレンジプラン(W)/オレンジプラン(X)］（2年契約）
  - 年間割引→年間割引［オレンジプラン(WX)/オレンジプラン(W)/オレンジプラン(X)］（1年契約）
  - 継続割引→長期利用割引［オレンジプラン(WX)/オレンジプラン(W)/オレンジプラン(X)］（期間契約なし）また年間割引［オレンジプラン］（1年契約）も選択できる。
- ブループラン
  - 新・自分割引またはハッピーボーナス→自分割引50（2年契約）※ 自分割引50受付開始までは「1年割引［ブループラン］」を適用していた
  - 年間割引→1年割引［ブループラン］（1年契約）
  - 継続割引→長期利用割引［ブループラン］（期間契約なし）また1年割引［ブループラン］（1年契約）も選択できる。

この時、割引契約期間は1か月目からのスタートとなるが、割引率は回線の契約期間により決定される。割引率も割引契約期間により決定されていた旧プランの割引サービスと違い、途中で料金プランや割引サービスを変更してもそれほど不利にはならない。